# Cabildo de La Gomera
El Cabildo de La Gomera és l'òrgan de govern d'aquesta illa. Com tots els cabildos, va ser format a partir de la Llei de Cabildos de 1912, i és la forma governativa i administrativa, pròpia de les Illes Canàries (Espanya), que complix dues funcions principalment. D'una banda, presta serveis i exerceix competències pròpies de la Comunitat Autònoma i per una altra, és l'entitat local que governa l'illa. Els cabildos, formats a partir de la Llei de Cabildos de 1912, són les formes governatives i administratives pròpies de les Illes Canàries. Els Cabildos van esperar per a constituir-se que fossin triats els Delegats del Govern en cadascuna de les illes, una vegada triats això va determinar que fos el dia 16 de març de 1913 en el qual quedessin constituïdes totes les Corporacions amb excepció de la de El Hierro que va quedar pendent fins a ser creat el municipi de Frontera. Des de 1991 és president del Cabildo, Casimiro Curbelo (PSOE).

## Conselleries
- P. Territorial i Medi ambient
- A. Econòmics i Transports
- Turisme i Foment
- Assumptes Socials
- Agricultura, Ramaderia i Pesca
- Ocupació i Desenvolupo Insular
- Activitats Socioculturals
- Activitats Econòmiques
- Règim Interior

## Llista de presidents del Cabildo Insular de La Gomera
Etapa democràtica des de 1979:
| No. | Nom                            | Inici | Fi         | Partit |
| --- | ------------------------------ | ----- | ---------- | ------ |
| 1.  | (?)                            | 1979  |            |        |
|     | (?)                            |       |            |        |
|     | Luis Pedro Izquierdo Rodríguez |       | 1987 (?)   | (?)    |
|     | Ramón Jerez Herrera            | 1987  | 1991       | PSOE   |
|     | Casimiro Curbelo Curbelo       | 1991  | Actualitat | PSOE   |